# Isak Dybvik Määttä
Isak Dybvik Määttä, né le 19 septembre 2001 à Ålesund en Norvège, est un footballeur norvégien, qui évolue au poste d'arrière gauche au FK Bodø/Glimt.

## Biographie

### En club
Né à Ålesund en Norvège, Isak Dybvik Määttä commence le football dans le club du Fiskerstrand IL avant de rejoindre le Langevåg IL (en). En 2018 il rejoint l'Aalesunds FK, où il poursuit sa formation. Le 1 mai 2019, il joue son premier match en professionnel lors d'une rencontre de coupe de Norvège contre le Bergsøy IL. Il est titularisé et son équipe l'emporte par trois buts à zéro. Määttä signe son premier contrat professionnel le 18 juin 2019.
Il joue son premier match d'Eliteserien, l'élite du football norvégien, le 29 juillet 2020, lors de la saison 2020, face à l'IK Start. Il entre en jeu à la place de Jørgen Hatlehol (en) et son équipe l'emporte par trois buts à deux. Le 16 octobre 2020, Määttä prolonge son contrat avec Aalesunds jusqu'en décembre 2023.
Le 28 juillet 2022 Isak Dybvik Määttä signe en faveur du FC Groningue. Le joueur s'engage pour un contrat courant jusqu'en juin 2026, avec une année supplémentaire en option,.
Määttä inscrit son premier but pour Groningue le 18 septembre 2023, lors d'une rencontre de championnat face au Jong PSV (en). Titulaire, il ouvre le score sur un service de Johan Hove et contribue à la victoire de son équipe par quatre buts à zéro.
Le 12 juillet 2024, Isak Dybvik Määttä rejoint le FK Bodø/Glimt. Il signe un contrat courant jusqu'en décembre 2028.

### En sélection
Isak Dybvik Määttä représente l'équipe de Norvège des moins de 18 ans pour un total de deux matchs joués en novembre 2019.
En septembre 2022, Määttä est convoqué pour la première fois avec l'équipe de Norvège espoirs,.